# Villaornate y Castro
Villaornate y Castro è un comune spagnolo di 502 abitanti situato nella comunità autonoma di Castiglia e León.